# Войжановка
Войжановка (Волживка, Войжновка) — небольшая река на севере России, в Архангельской области. Впадает в протоку Кузнечиха Северной Двины.
Протекает по территории Талажского сельского поселения Приморского района. Длина — 4,5 км.
В среднем течении Волживка соединяется канавой Проезд с другим притоком Кузнечихи — рекой Каркулья. Ниже Проезда реку пересекает деревянный мост автодороги, соединяющей город Архангельск с посёлком бывшего лесозавода № 29 Маймаксанского округа городского округа «Архангельск» и с бывшим посёлком геологов Поморье на алмазном месторождении им. Ломоносова. Впадает в протоку Северной Двины Кузнечиха напротив деревни Корелы Повракульского сельского поселения.
Вблизи деревянного моста в 1990-х годах начали строить железобетонный, однако стройка так и не была завершена.
Вблизи реки расположены несколько дачных кооперативов для жителей Архангельска — «Весна», «Монтажник», «Помор», «Ромашка», «Эхо».
Основной приток — Масленка (правый).

## Карта
- Лист карты Q-37-128,129,130 Архангельск. Масштаб: 1 : 100 000. Указать дату выпуска/состояния местности.